# Niederländische Badmintonmeisterschaft 2005
Die Niederländische Badmintonmeisterschaft 2005 fand vom 4. bis zum 6. Februar 2005 im Sportcentrum de Maaspoort, Marathonloop 1-3, in ’s-Hertogenbosch statt.

## Sieger und Platzierte
| Disziplin    | Gold                            | Silber                                   | Bronze                                       |
| ------------ | ------------------------------- | ---------------------------------------- | -------------------------------------------- |
| Herreneinzel | Dicky Palyama                   | Eric Pang                                | Rune Massing                                 |
| Herreneinzel | Dicky Palyama                   | Eric Pang                                | Dennis van Daalen de Jel                     |
| Dameneinzel  | Yao Jie                         | Mia Audina                               | Brenda Beenhakker                            |
| Dameneinzel  | Yao Jie                         | Mia Audina                               | Karina de Wit                                |
| Herrendoppel | Dennis Lens Joéli Residay       | Dicky Palyama Chris Bruil                | Dennis van Daalen de Jel Rikkert Suijkerland |
| Herrendoppel | Dennis Lens Joéli Residay       | Dicky Palyama Chris Bruil                | Jürgen Wouters Jordy Halapiry                |
| Damendoppel  | Karina de Wit Brenda Beenhakker | Paulien van Dooremalen Rachel van Cutsen | Ginny Severien Wendy Slaats                  |
| Damendoppel  | Karina de Wit Brenda Beenhakker | Paulien van Dooremalen Rachel van Cutsen | Ilse Vooren Eva Krab                         |
| Mixed        | Chris Bruil Lotte Bruil         | Dennis Lens Sanna van Onselder           | Norbert van Barneveld Eva Krab               |
| Mixed        | Chris Bruil Lotte Bruil         | Dennis Lens Sanna van Onselder           | Youri Lapre Viona Utama                      |

## Finalresultate
| Disziplin    | Sieger                          | Finalist                                 | Ergebnis                         |
| ------------ | ------------------------------- | ---------------------------------------- | -------------------------------- |
| Herreneinzel | Dicky Palyama                   | Eric Pang                                | 15:9 15:17 15:12                 |
| Dameneinzel  | Yao Jie                         | Mia Audina                               | 11:3 11:5                        |
| Herrendoppel | Joéli Residay Dennis Lens       | Chris Bruil Dicky Palyama                | 15:7 13:15 7:4 (Aufgabe Palyama) |
| Damendoppel  | Karina de Wit Brenda Beenhakker | Paulien van Dooremalen Rachel van Cutsen | 15:7 15:10                       |
| Mixed        | Chris Bruil Lotte Bruil         | Dennis Lens Sanna van Onselder           | 15:1 15:6                        |